# Dom zu Växjö

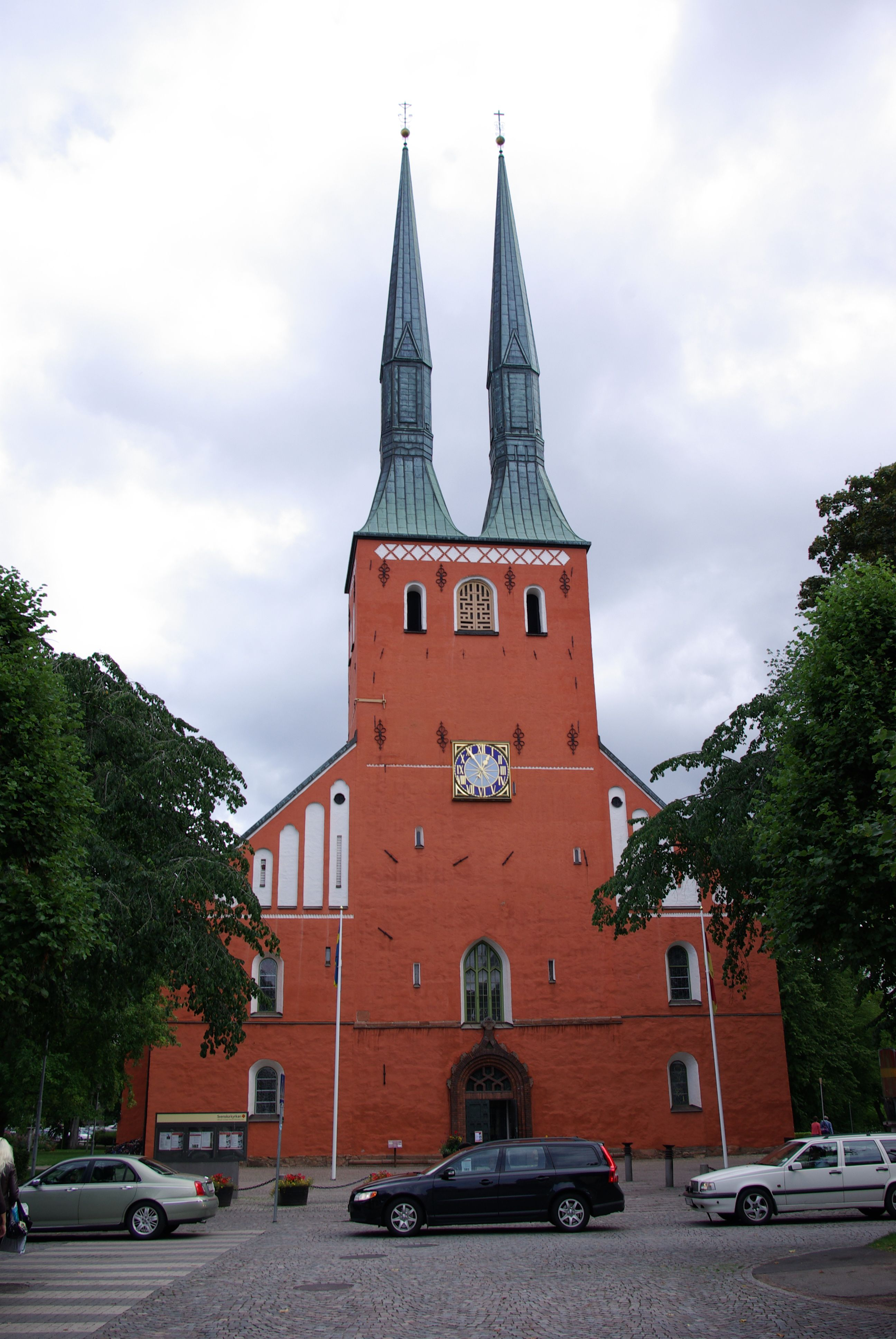
Der Dom zu Växjö

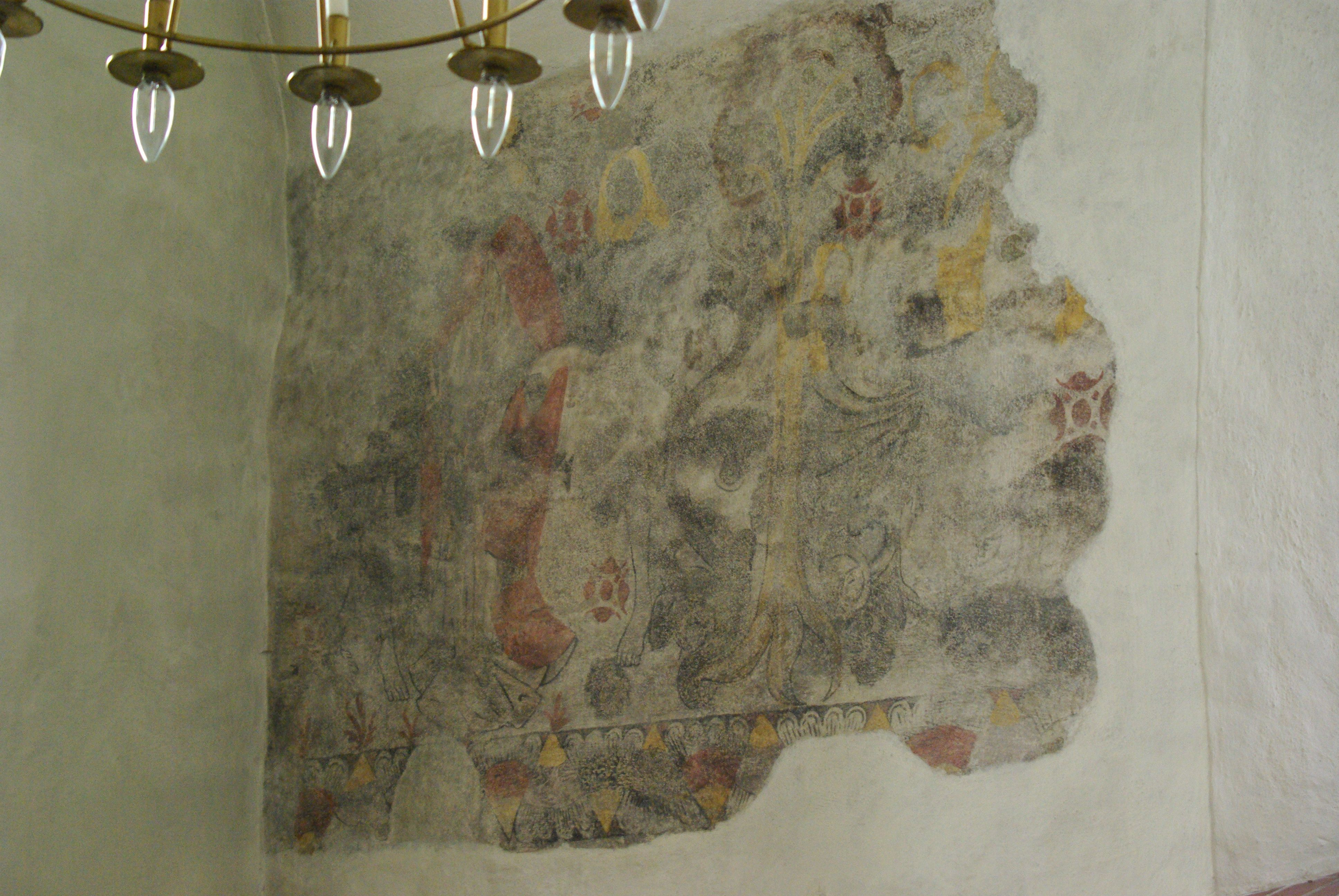
Gemälde aus dem 15. Jahrhundert

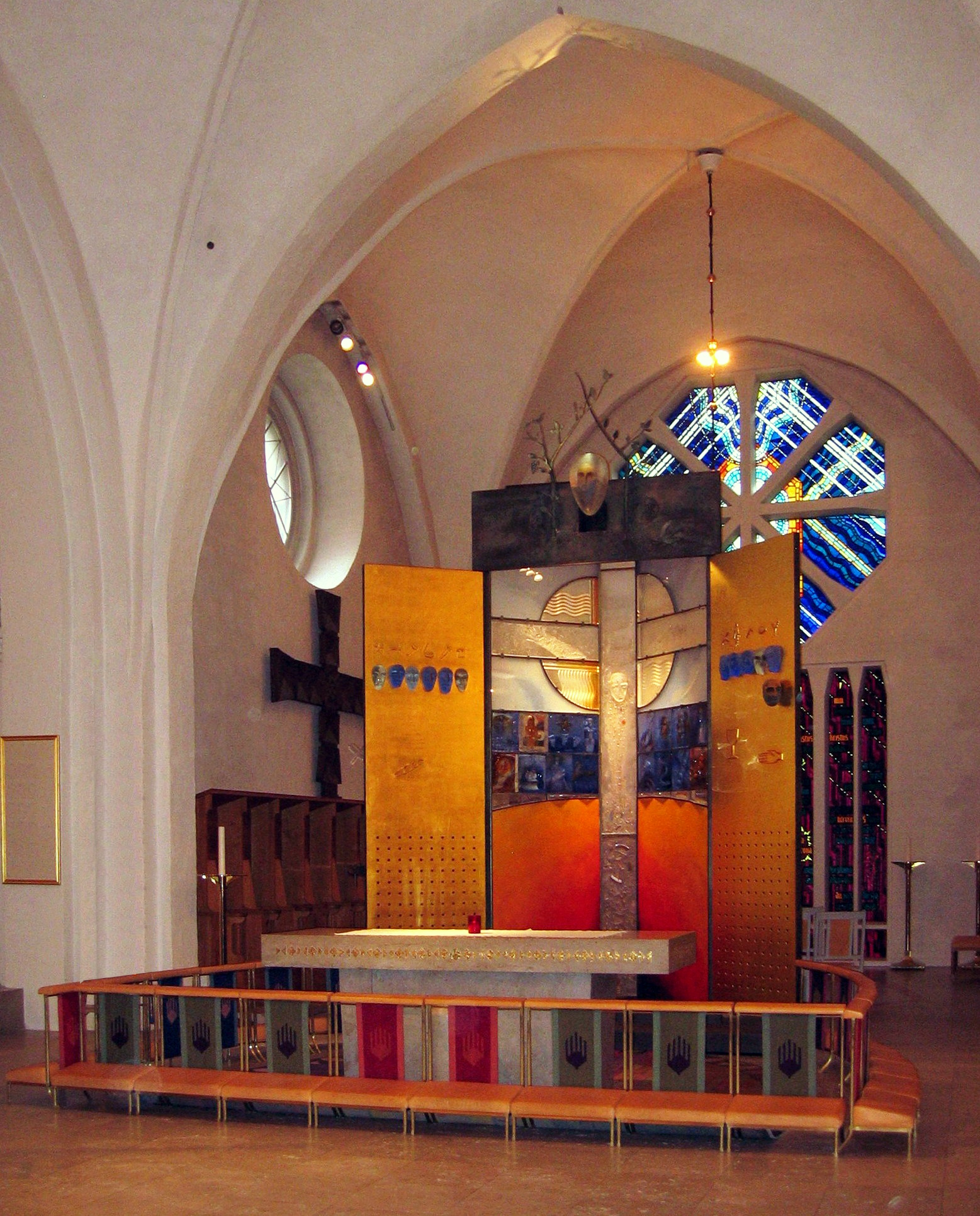
Altar

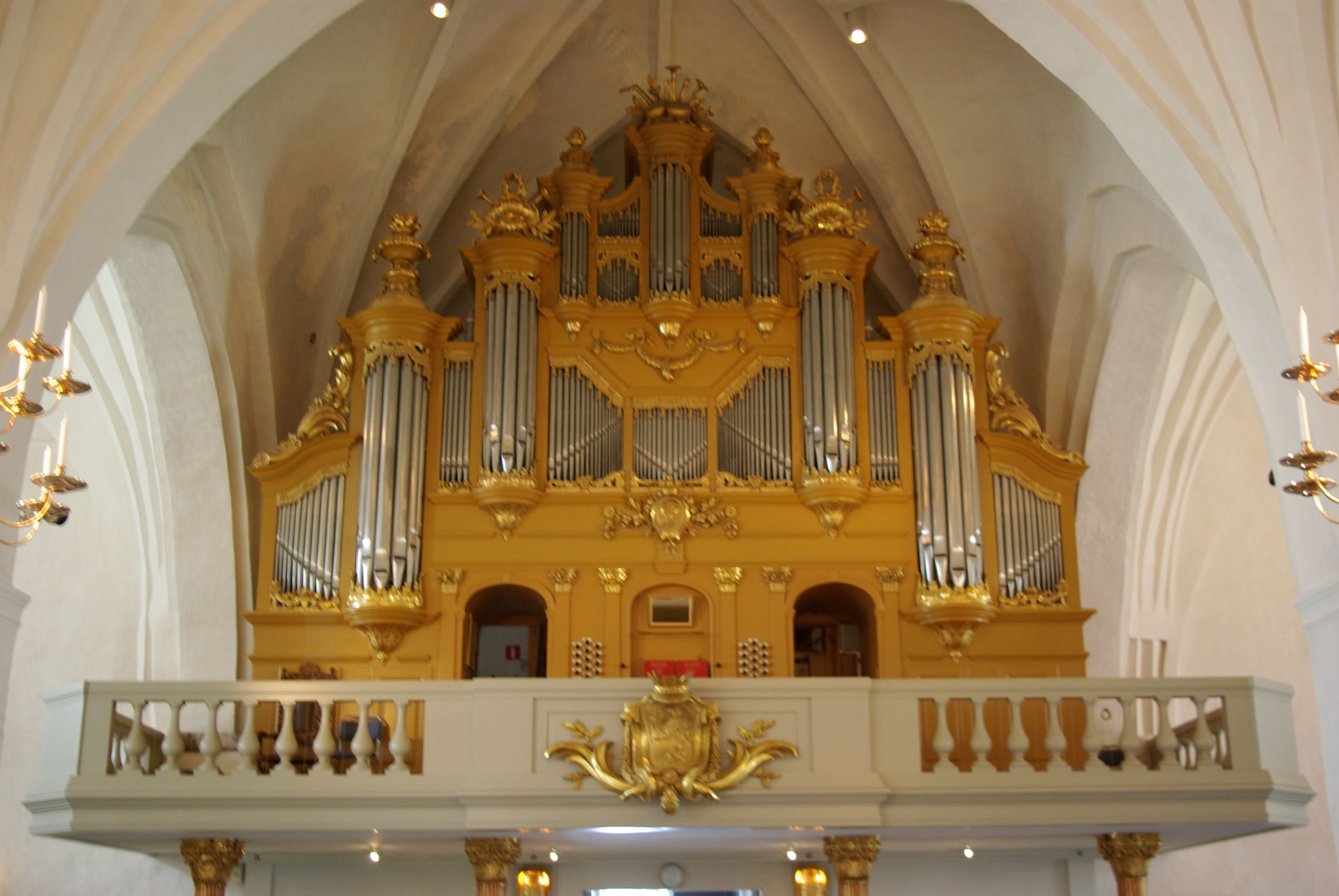
Orgel des Doms

Der Dom zu Växjö (schwedisch „Växjö domkyrka“) ist die Domkirche des Bistums Växjö in der schwedischen Stadt Växjö in der historischen Provinz Småland.

## Geschichte
Die Einführung des Christentums in Südschweden wird auf den heiligen Siegfried zurückgeführt. Über seinem Grab in Växjö wurde im 11. Jahrhundert eine Holzkirche gebaut, die auch die Kopfreliquien seiner drei Neffen aufnahm. Im 12. Jahrhundert wurde Växjö Bischofssitz, und die Holzkirche wurde durch eine Steinkirche ersetzt. Im Jahr 1276 brannte die Kirche ab. Sie wurde wieder aufgebaut. Im 15. Jahrhundert wurde die Kirche ausgebaut und erhielt zwei Türme. Sie brannte noch dreimal nieder: 1570 und 1611 steckten die Dänen die Kirche in Brand und 1740 löste ein Blitzschlag das Feuer aus.
Im 19. Jahrhundert wurde das Aussehen der Kirche stark verändert. 1957 bis 1960 wurde das Aussehen aus dem Spätmittelalter weitgehend wiederhergestellt. Das Innere wurde im Stil der 1950er Jahre gestaltet. Nach einer weiteren Restaurierung wurde die Kirche 1995 wieder eröffnet.
Außen an der Ostseite der Kirche befindet sich der Runenstein am Dom zu Växjö.

## Das Innere
Am Eingang ist Christus als Pantokrator dargestellt, als Herrscher der Welt. Es ist ein Stuckbild, das Kajsa Mattas 1995 schuf.
Auf der rechten Seite steht die Quelle des Lebens, ein 1995 von Göran Wärff geschaffenes Taufbecken aus Glas und Stein; daneben ist der Eingang zum Seelenchor. Hier hängt ein Gemälde aus dem 15. Jahrhundert. Es schildert Adam und Evas Leben, den Sündenfall und die Vertreibung aus dem Paradies. Die Fenster im Seelenchor zeigen zwei Bilder. Sie wurden von Bo Beskow geschaffen und zeigen „Der Tod spielt Schach mit dem Ritter“ und „Christus als Lebensbaum“.
Auf der linken Seite des Domes steht der Baum des Lebens und der Erkenntnis. Er wurde 1995 erstellt. In der Nähe des Lebensbaums und in der Mitte des Domes stehen Figuren von Eva Spångenberg. Sie stellen das Jesuskind in den Armen von Maria und zwei Apostel dar.
Der Altar entstand 1959 und ist von Jan Brazda geschaffen worden. Der Altarteppich stellt die Erde dar und stammt aus dem Jahr 1995. Der Altarschrein wurde 2002 von Bertil Vallien geschaffen. Er zeigt das Kreuz und rechts und links die zwölf Apostel in Form von Gesichtern. Das Chorfenster hinter dem Altar versinnbildlicht in gelben und blauen Farben den Himmel.

## Orgeln
Die Kirche hat drei Orgeln. Die größte Orgel ist aus dem Jahr 2002 und steht über der Empore. Sie wurde von der Orgelbauwerkstatt Grönlunds Orgelbyggeri errichtet. Das Instrument hat 33 Register auf zwei Manualen und Pedal.
| I Hauptwerk C– |     |
| Quintadena     | 16′ |
| Principal      | 8′  |
| Viola da Gamba | 8′  |
| Flagflöjt      | 8′  |
| Octava         | 4′  |
| Traversflöjt   | 4′  |
| Spetsflöjt     | 4′  |
| Rörflöjt       | 4′  |
| Octava         | 2′  |
| Mixture III    |     |
| Trumpet        | 16′ |
| Trumpet        | 8′  |

| II Oberwerk C– |    |
| Gedackt        | 8′ |
| Quintadena     | 8′ |
| Principal      | 4′ |
| Kortflöjt      | 4′ |
| Quinta         | 3′ |
| Oktava         | 2′ |
| Mixtur III     |    |
| Trumpet        | 8′ |
| Trumpet (B)    | 4′ |
| Vox Humana (D) | 8′ |

| Pedal C–   |     |
| Untersatz  | 16′ |
| Oktava     | 8′  |
| Gedackt    | 8′  |
| Quinta     | 6′  |
| Oktava     | 4′  |
| Quinta     | 3′  |
| Blockflöjt | 1′  |
| Mixtur     | 3′  |
| Basun      | 16′ |
| Trumpet    | 8′  |